# Apseudes aliciae
Apseudes aliciae är en kräftdjursart som beskrevs av King 1966. Apseudes aliciae ingår i släktet Apseudes och familjen Apseudidae. Inga underarter finns listade i Catalogue of Life.